# کوه بلوچ
بلوچ کوهی در قسمت غربی کوهستان پراو است که در دهستان میان‌دربند و در ۲۲ کیلومتری شمال غرب شهر کرمانشاه واقع گردیده‌است. ارتفاع قلهٔ بلوچ ۲۸۸۰ متر می‌باشد، برای صعود از جبههٔ جنوبی دو مسیر از روستاهای محمودآباد و سورکال وجود دارد و صعود از جبههٔ شمالی از روستای وزمله انجام می‌گردد. بلوچ بخشی از پناهگاه حیات وحش بیستون می‌باشد.